# Art rupestre de Valcamonica
Les incisions rupestres de la Val Camonica situades a la vall del mateix nom, a la Llombardia, a Itàlia, constitueixen la més àmplia col·lecció d'art rupestre a Europa. Estan inscrites a la llista del Patrimoni de la Humanitat des del 1979, i fou el primer lloc italià a ser-hi inscrit.
Els gravats (o petròglifs) estudiats fins ara són uns 300.000, però cada any el nombre en va en augment gràcies a nous descobriments, un testimoni dels camuns, una extraordinària civilització que s'estén des del Neolític fins a l'època romana i l'edat mitjana.
| N° | Nom                                                              | Municipi                       | Coordenades                                          | Petroglifs |
| -- | ---------------------------------------------------------------- | ------------------------------ | ---------------------------------------------------- | ---------- |
| 1. | Parco nazionale delle incisioni rupestri di Naquane              | Capo di Ponte                  | 46° 01′ 32″ N, 10° 20′ 57″ E / 46.02556°N,10.34917°E |            |
| 2. | Parco archeologico nazionale dei Massi di Cemmo                  | Capo di Ponte                  | 46° 01′ 52″ N, 10° 20′ 20″ E / 46.03111°N,10.33889°E |            |
| 3. | Parco archeologico comunale di Seradina-Bedolina                 | Capo di Ponte                  | 46° 02′ 00″ N, 10° 20′ 29″ E / 46.03333°N,10.34139°E |            |
| 4. | Parco archeologico di Asinino-Anvòia                             | Ossimo                         | 45° 57′ 19″ N, 10° 14′ 47″ E / 45.95528°N,10.24639°E |            |
| 5. | Parco comunale delle incisioni rupestri di Luine                 | Darfo Boario Terme             | 45° 53′ 20″ N, 10° 10′ 46″ E / 45.88889°N,10.17944°E |            |
| 6. | Parco comunale archeologico e minerario di Sellero               | Sellero                        | 46° 03′ 26″ N, 10° 20′ 29″ E / 46.05722°N,10.34139°E |            |
| 7. | Parco archeologico comunale di Sonico                            | Sonico                         | 46° 10′ 7″ N, 10° 21′ 20″ E / 46.16861°N,10.35556°E  |            |
| 8. | Riserva naturale Incisioni rupestri di Ceto, Cimbergo e Paspardo | Ceto (Nadro) Cimbergo Paspardo | 46° 01′ 6″ N, 10° 21′ 10″ E / 46.01833°N,10.35278°E  |            |